# Insenatura Trail
L'insenatura Trail è un'insenatura lunga circa 28 km, in direzione sudovest-nordest, e larga circa 18 alla bocca, situata sulla costa di Bowman, nella parte sud-orientale della Terra di Graham, in Antartide. L'insenatura si estende in particolare tra capo Freeman, a nord, e il nunatak Three Slice, all'estremità della penisola Joerg, a sud, ed è completamente ricoperta da quello che rimane della piattaforma glaciale Larsen C.
All'interno dell'insenatura, o comunque della cale situate sulla sua costa, si gettano, andando al alimentare la suddetta piattaforma, diversi ghiacciai, tra cui il ghiacciaio Daspit.

## Storia
Scoperta e parzialmente fotografata sia nel volo esplorativo effettuato da Hubert Wilkins il 20 dicembre 1928, l'insenatura Trail fu poi fotografata nella sua interezza nel 1940, nel corso della spedizione del Programma Antartico degli Stati Uniti d'America svolta nel 1939-41 al comando di Richard Evelyn Byrd, e infine completamente cartografata grazie a ricognizioni terrestri svolte sia da membri della spedizione antartica condotta nel 1947-48 al comando di Finn Rønne, sia del British Antarctic Survey, al tempo ancora chiamato "Falkland Islands Dependencies Survey" (FIDS). L'insenatura fu battezzata con il suo attuale nome dal Comitato consultivo dei nomi antartici poiché essa costituiva una rotta naturale per i viaggi effettuati sia in volo che con le slitte dalla base Est alla costa orientale della Terra di Graham, in inglese trail significa infatti "sentiero".